# Apanteles gratus
Apanteles gratus är en stekelart som beskrevs av Kotenko 1986. Apanteles gratus ingår i släktet Apanteles och familjen bracksteklar. Inga underarter finns listade i Catalogue of Life.